# Scytodes subadulta
Scytodes subadulta là một loài nhện trong họ Scytodidae.
Loài này thuộc chi Scytodes. Scytodes subadulta được Embrik Strand miêu tả năm 1911.